# Seven Ways
Seven Ways (с англ. — «Семь путей») — второй студийный альбом диджея Пола ван Дайка, вышедший в 1996 году. Диск принес Полу славу и закрепил за ним звание «пионера» транс-музыки. Это стало первым выдающимся успехом Пола ван Дайка в Великобритании.

## Об альбоме
Помощь в записи оказал Reeder. Он успешно договорился со своим старым другом Робом Диконом (Rob Deacon) о публикации альбома в Великобритании.
Синглы «Forbidden Fruit» («Запретный плод») и «Beautiful Place» («Чудесное место») сначала не произвели большого эффекта, но с выпуском альбома произведения ван Дайка стали всё чаще привлекать внимание, особенно на волне клубного подъёма в Великобритании. «К тому времени, как они поняли, что я немец, было слишком поздно!» — сказал однажды Пол ван Дайк.

## Список композиций

### CD 1
1. Home (дом) — 06:52
2. Seven Ways (семь путей) — 06:24
3. Heaven (рай) — 05:29
4. I Like It (мне это нравится) — 05:42
5. Come (and get it) (приди — и возьми это) — 06:20
6. Forbidden Fruit (запретный плод) — 06:58
7. Beautiful Place (прекрасное место) — 07:01
8. People (люди) — 04:22
9. the Greatness of Britain (величие Великобритании) — 08:38
10. I Can’t Feel It (я не могу это почувствовать) — 08:00
11. Words (слова) — 09:39

### CD 2
1. Seven Ways (beyond the veil demo remix) (семь путей — за завесой демозапись) — 08:38
2. Don’t Imitate, Innovate! (ambient dub) (не подражай, делай новое — амбиент микс) — 09:15
3. Blue Spanish Lullaby (remix) (лазурная испанская колыбельная) — 07:13
4. Come (original mix) (приди — первоначальная версия) — 06:59
5. Sunday 6 a.m. (воскресение, 6 часов утра) — 10:54
6. Seven Ways (star wars) (семь путей — звёздные войны) — 05:55
7. Don’t Imitate, Innovate! (remix) (ft. DJ Dub) (не подражай, делай новое — ремикс — совместно с DJ Dub) — 05:46
8. I Want You, I Need You (demo mix) (я хочу это, я в этом нуждаюсь — демозапись) — 06:12
9. Living for the Night (high-waisted flares) (жить для ночи — свет по пояс) — 06:05